# 소니 알파 NEX-3
소니 NEX-3은 2010년 6월 출시된 소니 E마운트 미러리스 렌즈 교환식 카메라이다. 소니의 보급형 미러리스 카메라 중에서는 가장 첫 선을 보인 기종이다. NEX-3은 NEX-5에 비해 Full-HD 동영상이 지원이 안되며, 바디재질과 색상이 다른 점을 제외하고는 거의 비슷한 사양을 가지고 있다.